# Бутырки (Владимирская область)
Бутырки — упразднённая деревня в Александровском районе Владимирской области России.

## География
Урочище находится в северо-западной части области, в зоне хвойно-широколиственных лесов, к востоку от автодороги 17Н-19, на расстоянии примерно 23 километров (по прямой) к востоко-северо-востоку от города Александрова, административного центра района.

### Климат
Климат характеризуется как умеренно континентальный, с умеренно тёплым летом, холодной зимой, короткой весной и облачной, часто дождливой осенью. Среднегодовая температура воздуха — +3,4 °C. Годовое количество атмосферных осадков — 549 миллиметров, из которых большая часть выпадает в тёплый период.

## История
В «Списке населенных мест Владимирской губернии по сведениям 1859 года» населённый пункт упомянут как владельческое сельцо Бутырки (Завьялово) Александровского уезда, при речке Воронке, расположенное по левую сторону от просёлочного тракта из Александрова в Юрьев, в 25 верстах от уездного города. В сельце насчитывалось 8 дворов и проживало 112 человек (56 мужчин и 56 женщин).
По состоянию на 1905 год, в Бутырках имелось 20 дворов и проживало 132 человека. В административном отношении деревня входила в состав Андреево-Годуновской волости.
В советское время входила в состав Андреевского сельсовета Александровского района (в период с 1941 до 1965 годы — в составе Струнинского района). Упразднена решением облисполкома № 319 от 16 мая 1986 года как фактически не существующая.